# L’Astrolabe
Die L’Astrolabe ist ein Versorgungs- und Patrouillenschiff der Verwaltung der französischen Süd- und Antarktisgebiete. Das als Eisbrecher gebaute Schiff gehört der Verwaltung der französischen Süd- und Antarktisgebiete und wird von der französischen Marine betrieben.

## Geschichte
Das Schiff wurde vom französischen Schiffsarchitekturbüro Marine Assistance und dem finnischen Unternehmen Aker Arctic entworfen. Es wurde im Juni 2015 vom Ministère des Outre-mer bestellt. Gebaut wurde es unter der Baunummer C325 von Chantiers Piriou in Concarneau.
Der Rumpf wurde von der Crist-Werft im polnischen Gdynia zugeliefert. Das Baudock wurde am 22. Dezember 2016 geflutet und der Rumpf ein paar Tage später zur Ausrüstung und Fertigstellung zu Chantiers Piriou geschleppt.
Die Fertigstellung des Schiffes erfolgte am 12. Juli 2017. An diesem Tag wurde es auch getauft. Nach einer einmonatigen Überführungsfahrt von Frankreich nach Réunion erfolgte die Übergabe des fertiggestellten Schiffes nach dessen Ankunft am 12. September 2017 in Le Port.
Das Schiff ersetzte das seit 1984 für die Versorgung der Antarktisstationen Dumont-d’Urville-Station in Adélieland und Station Dome Concordia eingesetzte, gleichnamige Vorgängerschiff und das bereits 2015 außer Dienst gestellte Patrouillenboot Albatros. Die Baukosten des Schiffes beliefen sich auf rund 50 Mio. Euro.

## Einsatz
Das Schiff wird vom Französischen Polarinstitut Paul-Émile-Victor und der französischen Marine genutzt. Dem Französischen Polarinstitut Paul-Émile-Victor steht es 120 Tage im Jahr während des Sommers auf der Südhalbkugel für die Versorgung der Forschungsstationen Dumont-d’Urville und Station Dome Concordia in der Antarktis und Port-aux-Français auf dem Kerguelen-Archipel zur Verfügung. Während der Versorgungsfahrten wird es auch für Forschungszwecke genutzt. Die übrige Zeit dient es der französischen Marine für Patrouillenfahrten in den ausschließlichen Wirtschaftszonen der französischen Überseegebiete Kerguelen, Crozetinseln und Sankt Paul und Amsterdam im Indischen Ozean.
Zur ersten Fahrt in die Antarktis brach das Schiff am 12. Oktober 2017 auf. Die französische Marine stellte das Schiff am 25. Juni 2018 im Anschluss an die erste Antarktissaison für ihre Patrouillenfahrten in Dienst.

## Technische Daten und Ausstattung
Das Schiff wird über zwei Antriebsstränge mit vier Viertakt-Achtzylinder-Dieselmotoren des Herstellers Wärtsilä (Typ: 8L20) mit jeweils 1600 kW Leistung angetrieben. Jeweils zwei Motoren wirken über ein Untersetzungsgetriebe auf jeweils einen Verstellpropeller. Das Schiff ist mit einem elektrisch angetriebenen Bugstrahlruder mit 500 kW Leistung ausgestattet. Die Motoren sind mit einem Abgasbehandlungssystem zur Reduktion der Stickoxidemissionen ausgerüstet. Das Schiff erfüllt damit die Tier-III-Abgasnorm der IMO.
Für die Stromerzeugung stehen zwei von den Hauptmotoren angetriebene Generatoren mit 500 kW Leistung (625 kVA Scheinleistung) sowie ein Dieselgenerator mit 500 kW Leistung (625 kVA Scheinleistung) zur Verfügung. Außerdem wurde ein Notgenerator mit 148 kW Leistung (185 kVA Scheinleistung) verbaut.
Die Decksaufbauten befinden sich in der vorderen Hälfte des Schiffes. Oberhalb des Deckshauses befindet sich ein geschlossener Ausguck. Hinter den Decksaufbauten befindet sich ein offenes Arbeitsdeck, das im hinteren Bereich zugleich als Hubschrauberlandedeck dient. Das Schiff kann zwei Hubschrauber in Hangern mitführen. Auf dem Achterdeck können zwei 20-Fuß-Container geladen werden. Unterhalb des Achterdecks befindet sich ein Ladedeck, auf dem 14 20-Fuß-Container oder andere Ladungsgüter Platz finden.
Im Bereich des Achterdecks befindet sich ein Kran, der 35 t bei einer Auslage von 12 m heben kann. Ein weiterer Kran befindet sich vor dem Deckshaus. Er kann 900 kg bei einer Auslage von 8,8 m heben. Im Achterschiffsbereich befindet sich ein Heckgalgen unterhalb des Hubschrauberlandedecks, der 5 t heben kann.
Für den Einsatz als Patrouillenschiff in den französischen Überseegebieten im Indischen Ozean ist das Schiff mit vier Maschinengewehren bewaffnet.
Das Schiff wird von 21 Besatzungsmitgliedern betrieben. Darüber hinaus ist an Bord Platz für 39 weitere Personen. Es kann rund 35 Tage auf See bleiben. Der Eisbrecher kann bis zu 80 cm dickes Eis mit einer Geschwindigkeit von zwei Knoten brechen.